# عمر الخطيب
عمر الخطيب (1930 - 7 ديسمبر 2007) إعلامي أردني من مواليد بلدة عين كارم المقدسية بفلسطين. اشتهر بإعداد برامج المسابقات الشهير «بنك المعلومات» والذي حظي باهتمام الجمهور العربي. قدم العديد من الندوات الحوارية باللغتين العربية والإنجليزية، وعمل في الإذاعة والتلفزيون الأردني، كما عمل كمعلم في بلدة الشعراء وشغل لفترة منصب مدير تلفزيون أبو ظبي، وعمل في السعودية ودولة الإمارات كمستشار إعلامي، وفي سلك التعليم في الجامعة الأردنية.

## حياته
حصل على شهادة المترك الفلسطيني في العام 1948 وعلى مترك لندن 1949. وفي العام 1956 حصل على بكالوريوس العلوم الاجتماعية من الجامعة الأمريكية في القاهرة، وعلى ماجستير الإذاعة والتلفزيون من جامعة السيراكيوز في أمريكا عام 1963. وفي عام 1972 حصل على الدكتوراة في الإعلام من جامعة ولاية أوهايو.
تولى عدة مناصب منها رئيس قسم الإنتاج ومذيع في الإذاعة الأردنية عام 1959 وحتى عام 1962، ومراقباً عاماً للبرامج فيها، ثم مستشاراً لشؤون الإذاعة والتلفزيون في وزارة الإعلام السعودية ثم مديراً عاماً مساعداً لمؤسسة التلفزيون الأردني عام 1967 وحتى 1969، ومديراً عاماً للإذاعة والتلفزيون في أبو ظبي حتى عام 1970.
في عام 1972 عُيّن مدير مكتب الجامعة العربية للإعلام في دالاس/ تكساس وحتى عام 1973، وفي عام 1975 عُيّن مستشاراً في وزارة الإعلام في دولة الإمارات العربية المتحدة حتى عام 1977، ثم عمل أستاذاً للإعلام في الجامعة الأردنية وجامعة الملك سعود وأستاذاً زائراً في جامعة ستانفورد في أمريكا من عام 1985 وحتى عام 1986، ثم أستاذا ًللإعلام في جامعة الملك سعود في عام 1986.
له عدة مؤلفات وكتب بالعربية والإنجليزية، وعدد من البرامج الإذاعية والتلفزيونية من إعداده وتقديمه؛ منها «بنك المعلومات» الذي عرض في السعودية والأردن ومصر والإمارات، والندوة التلفزيونية «حوار»، والندوة التلفزيونية "FORUM" باللغة الإنجليزية، وبرنامج المسابقات التلفزيوني «بنك المعلومات».

## وفاته
توفي عمر الخطيب في يوم الجمعة في عَمَّان في 27 ذو القعدة 1428 هـ الموافق 7 ديسمبر 2007 عن عمر يناهز 77 عاما أثر مرض لم يمهله طويلا، ودفن في مقبرة أم الحيران القريبة من التلفزيون الأردني، نعاه التلفزيون والإذاعة الأردنية فهو من المؤسسين الأوائل لهما.

## مؤلفاته وأبحاثه المنشورة
له العديد من الأبحاث والمؤلفات العربية والإنجليزية ومنها:
- الإعلام التنموي (كتاب).
- الاتصال الجماهيري (كتاب مترجم).
- تحليل اتجاهات تطور وسائل الإذاعة (الراديو والتلفزيون) في العالم الثالث خلال العقدين الماضيين (بالإنجليزية).
- جمهور التلفزيون التجاري وديمقراطية الثقافة (بالإنجليزية).
- تأثير التلفزيون الأميركي في الخارج: امبريالية الوسائل (بالإنجليزية).
- رقابة البرنامج التلفزيوني في المجتمع الأميركي (بالإنجليزية).
- التلفزيون والمسؤولية الثقافية في المجتمع العربي الحديث (بالإنجليزية).
- أنماط عالمية في التنمية الإعلامية (بالإنجليزية).
- فكرة التنمية ومشكلات تحديد مفهومها (بالإنجليزية).
- الصحافة الغربية وأسطورة الموضوعية (بالعربية).
- التعليم عبر نظم الائتمان عن بعد (بالعربية).
- الاستشعار عن بعد: الأطراف والدلالات والقضايا (بالعربية).
- التدفق الدولي للأخبار: النمط والاتجاه (بالعربية).